# Verbos consonantes y vocales japoneses
El japonés posee dos tipos de verbos regulares:
1. Raíz consonante, godan katsuyō (五段活用?), Grupo I, o verbos u.
2. Raíz vocal, ichidan katsuyō (一段活用?), Grupo II, o verbos ru.

Aunque ambos tipos están considerados como verbos regulares, los verbos de raíz consonante se conjugan de forma diferente a los de raíz vocal. Los verbos de raíz consonante se conjugan después de una consonante, y los de raíz vocal después de una vocal, tal como puede verse en los siguientes ejemplos:
|          | Raíz consonante | Raíz consonante   | Raíz vocal         | Raíz vocal      |
| -------- | --------------- | ----------------- | ------------------ | --------------- |
| Ejemplo  | yom.u (leer)    | hashir.u (correr) | mi.ru (mirar, ver) | tabe.ru (comer) |
| Negativo | yom.anai        | hashir.anai       | mi.nai             | tabe.nai        |
| Formal   | yom.imasu       | hashir.imasu      | mi.masu            | tabe.masu       |

Véase también Conjugación de verbos japoneses.

## Lista de verbos que acaban en "eru", Grupo 1
| aseru      | Apresurar                     |
| azakeru    | Burlar                        |
| daberu     | Charlar                       |
| eru        | Cavar                         |
| eru        | Escoger                       |
| eru        | Burlar                        |
| fukeru     | Absorber                      |
| fuseru     | Ocultar                       |
| haberu     | Acudir                        |
| heru       |                               |
| heru       | Disminuir                     |
| hineru     | Retroceder                    |
| hirugaeru  |                               |
| hoderu     | Sentir calor                  |
| kaeru      | Volver                        |
| kaeru      | Romper                        |
| kageru     | Nublar                        |
| kakeru     | Elevar                        |
| keru       | Golpear                       |
| kuneru     | Torcer                        |
| kutsugaeru | Volcar                        |
| meru       | Disminuir                     |
| neru       | Templar, perfeccionar, amasar |
| nomeru     | tomar                         |
| numeru     | Resbalar                      |
| omoneru    | Halagar                       |
| seru       | Competir                      |
| seseru     | Recoger                       |
| shaberu    | Hablar                        |
| shigeru    | Ser frondoso                  |
| shikeru    | Hacerse húmedo                |
| soberu     | Mentir                        |
| suberu     | Resvalar                      |
| takeru     | Violento                      |
| teru       | Brillar                       |
| tsumeru    | Llenar                        |
| tsuneru    | Apretar                       |
| uneru      | Ondular                       |
| useru      | Hozar                         |
| yomigaeru  | Resucitar, regresar           |

## Lista de verbos que acaban en "iru", Grupo 1
| aburagiru   | Grasiento                  |
| bibiru      | Sorprender                 |
| chigiru     | Prometer                   |
| chiru       | Dispersar                  |
| dojiru      | Fallar                     |
| guchiru     | Murmurar                   |
| hairu       | Entrar                     |
| hashiru     | Correr                     |
| hiru        | Expeler                    |
| hojiru      | Cavar                      |
| hotobashiru | Chorrear                   |
| ibiru       | Asar                       |
| ijiru       | Toquetear                  |
| ikiru       | Vivir                      |
| iru         | Estar                      |
| iru         | Ir a (ver iru arriba)      |
| iru         | Necesitar (ver iru arriba) |
| iru         | Asar (ver iru arriba)      |
| kagiru      | Limitar                    |
| kajiru      | Roer                       |
| kashiru     | Maldecir                   |
| kiru        | Nublar                     |
| kiru        | Cortar                     |
| kishiru     | empañar                    |
| kishiru     | Chirriar                   |
| kojiru      | Llevar                     |
| kubiru      | Apretar                    |
| kujiru      | Cavar                      |
| mairu       | Ir                         |
| majiru      | Mezclar                    |
| meiru       | Deprimir                   |
| mikubiru    | Menospreciar               |
| minagiru    | Desbordar                  |
| mogiru      | Arrebatar                  |
| mojiru      | Retorcer                   |
| mushiru     | Arrancar, pelar            |
| najiru      | Reprender                  |
| nejiru      | Retroceder                 |
| nigiru      | Comprender                 |
| nijiru      | Atrever                    |
| nonoshiru   | Abusar                     |
| ochiiru     | Caer                       |
| omoiiru     | Reflexionar                |
| omoikiru    | Atrever                    |
| sebiru      | Acosar                     |
| shiru       | Saber                      |
| soshiru     | Difamar                    |
| sujiru      | Menear                     |
| tagiru      | Hervir                     |
| tamagiru    | Asustar                    |
| tobashiru   | Manar                      |
| tochiru     |                            |
| yajiru      | Abuchear                   |
| yogiru      | Descender                  |
| yojiru      | Distorsionar               |
| yokogiru    | Atravesar                  |